# Lolita Anime
Lolita Anime (ロリータアニメ, Rorita Anime) est une série d'OVA produite par Wonder Kids. Il s'agit du premier Original video animation (OVA) érotique représentant des scènes hentai incluant du yuri, BDSM et des personnages lolicon. La série est composée de six épisodes publiés entre février 1984 et mai 1985. Un nom alternatif pour cet anime est Wonder Magazine Series, basé sur le manga de Fumio Nakajima, qui a été sérialisé dans le magazine lolicon Lemon People.

## Équipe de production
Le script et le design est basé sur le manga de Fumio Nakajima. Quatre réalisateurs sont impliqués dans la production de ces OVA : Kuni Toniro, R. Ching, Mickey Soda et Mickey Masuda. L'animation est réalisée par Tatsushi Kurahashi et produite par Wonder Kids.

## Liste des épisodes
| No | Titre de l'épisode en français | Titre original de l'épisode                                                                                      | Date de 1re diffusion |
| --- | ------------------------------ | --- | --------------------- |
| 1 | Pas de traduction officielle   | ロリータアニメⅠ：雪の紅化粧 ～少女薔薇刑～ Rorita Anime I: Yuki no Beni Kesho ~Shōjo Bara Kei~                   | 21 février 1984       |
| L'épisode est divisé en deux segments de quinze minutes. La première partie représentent un groupe de garçons agressant sexuellement une écolière. La seconde partie du bondage avec des hommes plus vieux agressant des jeunes filles. |                                | |                       |
| 2 | Pas de traduction officielle   | ロリータアニメⅡ：何日子の死んでもいい ～いけにえの祭壇 Rorita Anime II: Itsuko no Shinde mo ii ~Ikenie no Saidan | 1er mai 1984          |
| L'épisode est divisé en deux segments de quinze minutes. La première partie parle d'une fille qui est sur le point de se faire violer mais qui est sauvée par un autre homme. Ce dernier l'emmène à la maison puis ont du sexe en guise de remerciemement. L'autre partie concerne des filles qui s'expérimentent sexuellement mutuellement après avoir surpris leur professeur faisant l'amour. |                                | |                       |
| 3 | Pas de traduction officielle   | ロリータアニメⅢ：仔猫ちゃんのいる店 Rorita Anime III: Koneko-chan no Iru Mise                                    | 21 juillet 1984       |
| Une fille nommée Miu est attirée par un homme plus vieux. |                                | |                       |
| 4 | Pas de traduction officielle   | ロリータアニメⅣ：変奏曲 Rorita Anime IV: Hensōkyoku                                                              | 20 décembre 1984      |
| Une femme nommée Tomoyo devient une modèle pour un artiste mais se fait droguer puis violer après un diner. |                                | |                       |
| 5 | Pas de traduction officielle   | ロリータアニメⅤ：サーフドリーミング Rorita Anime V: Sāfu dorīmingu                                               | 21 février 1985       |
| L'épisode de 30 minutes décrit une rencontre consensuelle entre Miu et deux surfeurs. |                                | |                       |
| 6 | Pas de traduction officielle   | ロリータアニメ集：シーサイドエンジェル ＭＩＵ Rorita Anime Soushuuhen: Shīsaido enjeru Miu                       | 25 mai 1985           |
| Cet épisode contient des extraits des autres épisodes et dure une heure. Pour faire passer l'heure, il y a quatre minutes d'images fixes de Miu à la plage et une scène « bonus » de Miu en train de faire l'amour avec le capitaine de son vaisseau spatial. |                                | |                       |

## Comédiens de doublage
- Yōko Asagami (en) - Itsuko Hirai (épisode 2A)[3]

## Réception
Lolita Anime est principalement mal reçu, avec une entrée du The Anime Encyclopedia décrivant l'oeuvre comme « dérangeante » pour son contenu incluant du viol collectif, du bondage ainsi que du lolicon. Il est également connu pour être le premier OVA érotique . Le personnage récurrent Miyu devient plus populaire que celle de Ami de Cream Lemon.